# Cinisello Balsamo
Cinisello Balsamo là một đô thị có 74.000 dân ở tỉnh Milano trong vùng Lombardia, khoảng10 km về phía đông bắc của Milano. 

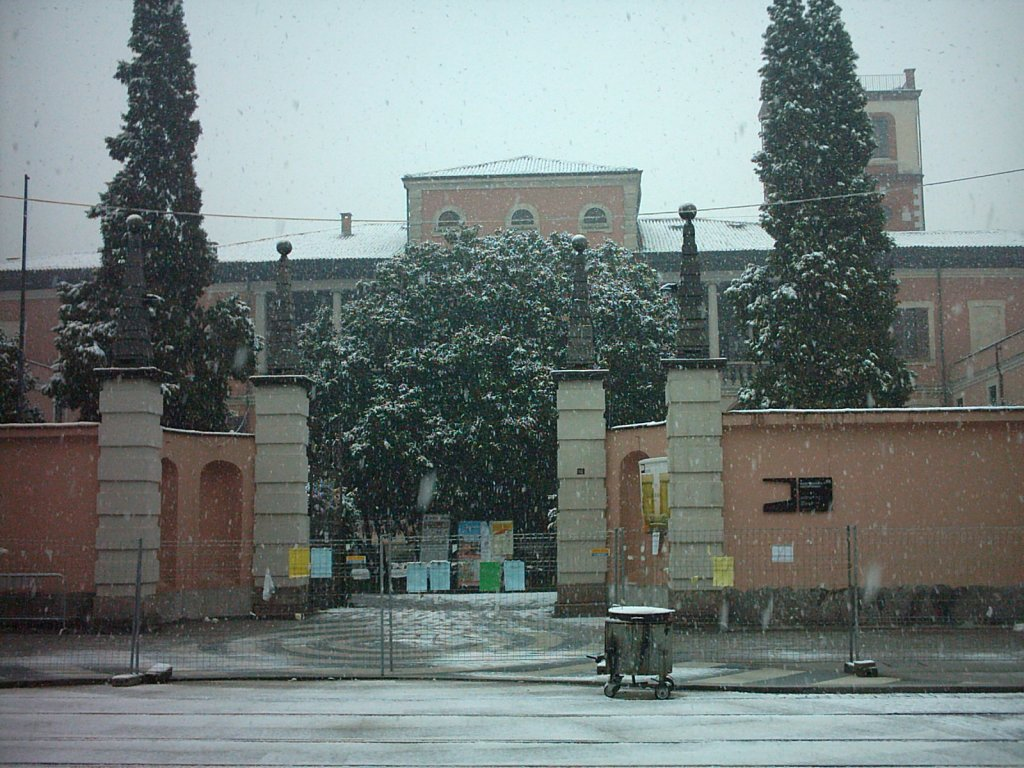
Villa Ghirlanda.

Cinisello Balsamo giáp các đô thị sau:Monza, Muggiò, Nova Milanese, Paderno Dugnano, Cusano Milanino, Sesto San Giovanni, Bresso.
Đô thị hiện nay đã được liên minh Cinisello và Balsamo lập năm 1928

## Các địa điểm nổi bật
- Nhà thờ Sant'Ambrogio (thế kỷ 16)
- Nhà thờ nhỏ Sant'Eusebio, từ thời Lombard
- Nhà thờ San Martino (thế kỷ 16)
- Villa Silva Ghirlanda Cipelletti (thế kỷ 16)